# Remko Pasveer
Remko Pasveer (* 8. November 1983 in Enschede) ist ein niederländischer Fußballspieler. Der Torwart steht seit der Saison 2021/22 beim Ehrendivisionär Ajax Amsterdam unter Vertrag.

## Karriere

### Verein
In der Spielzeit 2003/04 stieß Pasveer vom SC Enschede in den Profikader von Twente Enschede. Dort kam er in seiner ersten Saison zu seinem Debüt in der Eredivisie. Im Sommer 2006 erfolgte der Wechsel zu Heracles Almelo. In zwei Jahren dort lief er nur ein Mal für den Klub auf. Zur Saison 2008/09 wurde der 1,88 Meter große Pasveer an den Zweitligisten Go Ahead Eagles ausgeliehen, um Spielpraxis zu sammeln. In Deventer war er zwei Spielzeiten lang Stammtorhüter, ehe er nach Almelo zurückkehrte und dort in der Saison 2010/11 als Nachfolger von Martin Pieckenhagen ebenfalls Stammspieler wurde. In seiner ersten Spielzeit als „Nummer 1“ für Almelo erspielte der Klub Platz acht. Nach Jahren als Ersatztorhüter bei den PSV Eindhoven wechselte der mittlerweile 33-jährige im Jahr 2017 zu Vitesse Arnheim, wo sich er nach einer Saison als Stammkeeper hinter Eduardo anstellen musste und in der Saison 2018/19 nur zwölf Einsätze absolvierte. Nach dem Abschied Eduardos setzte sich Pasveer durch und überzeugte trotz seines fortgeschrittenen Alters mit seinen Leistungen, sodass er im Sommer 2021 von Ajax Amsterdam verpflichtet wurde. Dort sollte Pasveer gemeinsam mit einem weiteren Routinier, Maarten Stekelenburg, den Ausfall von André Onana (Dopingsperre) kompensieren. Trotz fünfmonatiger Verletzungspause machte Pasveer in 20 Spielen mit ansprechenden Leistungen auf sich aufmerksam. Im Sommer 2022 wechselte Onana zu Inter Mailand und Pasveer blieb bei Ajax bis zur Winterpause Stammtorhüter, ehe er von Gerónimo Rulli abgelöst wurde. In der Saison 2023/24 blieb Pasveer – auch aufgrund von Verletzungen – ohne Einsatz. In dieser Spielzeit konnte sich besonders Diant Ramaj mit 22 Einsätzen in den Vordergrund spielen. Zur Saison 2024/25 erhielt der mittlerweile 40 Jahre alte Pasveer überraschend den Vorzug vor Ramaj und wurde vom neuen Ajax-Trainer Francesco Farioli zur Nummer 1 erklärt.
Im August 2024 kam es zum Aufeinandertreffen zwischen Ajax und dem griechischen Vertreter Panathinaikos Athen in der Qualifikation zur UEFA Europa League. Im Rückspiel stand es nach 120 Minuten insgesamt 1:1. In einem spektakulären Elfmeterschießen hielt Pasveer fünf Elfmeter, verwandelte zusätzlich einen selbst und bescherte Ajax damit nach insgesamt 34 Elfmetern den Sieg.

### Nationalmannschaft
Für die U-21-Fußball-Europameisterschaft 2006 in Portugal war Pasveer für die U-21 der Niederlande nominiert. Die Mannschaft schaffte es bis ins Finale und konnte sich dort mit 3:0 gegen die Ukraine durchsetzen. Pasveer kam während des Turniers zu keinem Einsatz und war zusammen mit Michel Vorm nur Ersatz für Kenneth Vermeer.
Nachdem Pasveer aufgrund seiner wechselhaften Jahre in Eindhoven und Arnheim nicht für die Nationalmannschaft in Frage gekommen war, spielte er sich mit seinen Spitzenleistungen bei Ajax Amsterdam mehr und mehr in den Vordergrund. Bondscoach Louis van Gaal honorierte diese Leistungen und berief Pasveer im September 2022 als 38-jährigen erstmals in den Oranje-Kader. Am 22. September feierte Pasveer beim 2:0 gegen Polen im Alter von 38 Jahren, zehn Monaten und 14 Tagen sein Debüt für die Niederlande und blieb ohne Gegentor. Damit avancierte Pasveer zum zweitältesten Debütanten in der Geschichte der Elftal. Einzig Keeper Sander Boschker war bei seinem Einstand im Juni 2010 älter.

## Erfolge
- U-21-Fußball-Europameister: 2006
- Niederländischer Meister: 2015, 2016, 2022
- Niederländischer Superpokal: 2016, 2017